# Eriocaulon angustibracteum
Eriocaulon angustibracteum là một loài thực vật có hoa trong họ Cỏ dùi trống. Loài này được Kimp. mô tả khoa học đầu tiên năm 1994.